# Halodiplosis conmixta
Halodiplosis conmixta är en tvåvingeart som beskrevs av Boris Mamaev och Pak 1990. Halodiplosis conmixta ingår i släktet Halodiplosis och familjen gallmyggor.
Artens utbredningsområde är Turkmenistan. Inga underarter finns listade i Catalogue of Life.